# GJ 9827
GJ 9827 es una estrella en la constelación de Pisces es de secuencia principal de tipo K con una magnitud aparente de 10,250. Está a 99 años luz (30 parsecs) de distancia, basado en paralaje.
Tiene 3 planetas en tránsito vistos por el observatorio espacial Kepler en su estudio K2. A partir de octubre de 2017, es el más cercano a las misiones Kepler o K2. Los planetas (b, c, d) tienen radios de 1.62, 1.27 y 2.09 veces los de la Tierra, y períodos de 1.209, 3.648 y 6.201 días (proporciones 1: 3: 5). Debido a su distancia cercana, el sistema se considera un objetivo excelente para estudiar la atmósfera de los exoplanetas.
A finales de 2017, las masas de los tres planetas se determinaron utilizando el espectrógrafo Planet Finder en el Telescopio Magellan II. El planeta b es un planeta muy rico en hierro  y el planeta d es un planeta típico rico en volátiles. GJ 9827b se considera uno de los planetas más densos que se haya encontrado hasta ahora, y su masa contiene aproximadamente ≥50% de hierro. 
Mediciones de velocidad radial más precisas lanzadas a fines de febrero de 2018 revelaron que los tres planetas tienen una densidad menor que la Tierra y tienen cierta cantidad de compuestos volátiles en sus composiciones. GJ 9827b y c son principalmente rocosos con sobres volátiles muy delgados, mientras que GJ 9827d es más parecido a un Mini-Neptuno. Con una masa de alrededor de 1.5M⊕, GJ 9827c es uno de los planetas menos masivos detectados con velocidad radial.